# CLAPI
La plateforme Corpus de langues parlées en interaction (CLAPI) du laboratoire Interactions, Corpus, Apprentissages, Représentations (ICAR) est un environnement d'archivage et d'analyse de corpus d’interactions en français, enregistrées en situation authentique (en famille et entre amis, sur le lieu de travail, dans les institutions les plus diverses).

## Histoire
Le projet CLAPI a démarré à la fin des années 1990 au sein de l’UMR Groupe de Recherches sur les Interactions Communicatives (GRIC) de Lyon dans le but d’inventorier et de rendre consultable la masse de corpus confectionnés par les chercheurs et les étudiants de cette unité, devenue aujourd’hui l’UMR Interactions, Corpus, Apprentissages, Représentations (ICAR).
Une première base de données, CLAPI 1.0 a été mise en ligne en 2000, recourant à une trentaine de champs permettant de décrire les corpus, accompagnés d’extraits courts d’enregistrements et de leurs transcriptions.
Grâce à plusieurs programmes de recherche, le projet CLAPI a ensuite connu un nouveau développement permettant le lancement en 2005 de la plateforme CLAPI 2.0. Elle comporte l’intégralité des corpus de la base précédente, numérisés et décrits avec davantage de métadonnées.